# Quelqu'un de bien (film, 2019)
Pour les articles homonymes, voir Quelqu'un de bien.
Pour plus de détails, voir Fiche technique et Distribution.
Quelqu'un de bien (Someone Great) est une comédie romantique américaine écrite et réalisée par Jennifer Kaytin Robinson et sorti en 2019. Le film met en vedette Gina Rodriguez, Brittany Snow et DeWanda Wise. Il est diffusé sur Netflix.
Le film suit Jenny qui se lance dans une dernière aventure à New York avec ses deux meilleures amies.

## Synopsis
Jenny, une journaliste musicale vivant à New York, décroche son emploi de rêve avec Rolling Stone à San Francisco. Son petit ami depuis 9 ans, Nate, rompt avec elle ce qui provoque chez elle une dépression. Ses meilleures amies, Erin, un agent immobilier qui a peur d'admettre ses sentiments vis-à-vis de sa petite amie, et Blair, une responsable des médias sociaux qui a besoin de rompre avec son petit ami avec qui elle n'est plus heureuse, sont les seules à pouvoir la sortir de cet état. Jenny contacte Erin et Blair après avoir découvert que la série de concerts connue sous le nom de Neon Classic propose un spectacle pop-up au Sony Hall et propose une dernière aventure ensemble avant qu'elle ne bouge, à la fois pour célébrer ce nouveau chapitre de sa vie et pour réparer son cœur brisé. Tout au long du film, Jenny a plusieurs flashbacks qui illustrent la montée et le déclin de sa relation avec Nate, déclenchés par une chanson ou un lieu.
Les filles se rencontrent et, tout au long de la journée, elles ont du mal à obtenir des billets pour le concert, ce qui finit par les faire passer par l'ancien petit ami de Jenny, Matt, avec qui Blair a des relations sexuelles. Erin et Jenny rencontrent Leah, la petite amie d'Erin, et il est clair qu'Erin a des problèmes non résolus liés à sa peur de l'engagement. Blair rompt avec son petit-ami après l'avoir retrouvé à son appartement, et ça se termine à l'amiable. Les filles vont toutes au concert le soir et Jenny rencontre Nate mais ne peut pas se résoudre à lui parler et se sépare de ses amis. Matt l'emmène à la fête d'après concert où elle se rend compte qu'elle a besoin de fermer ce chapitre de sa vie.
Après une discussion entre Erin et Blair qui se remettent en questions et se serrent dans les bras, elles vont tous les deux trouver Jenny à la fête d'après concert, mais pas avant qu'Erin rencontre sa petite amie et qu'elles professent leurs sentiments l'une pour l'autre après avoir accepté de ralentir leur relation.
Elles découvrent que Jenny n'est plus à la fête d'après concert. Elles sont d'abord confuses quand on leur dit que Jenny est allée "en finir", se référant à la relation. Erin se rend compte que Jenny est à l'endroit où sa relation a vraiment commencé, Washington Square Park. Jenny, qui se trouve assise sur le côté de la fontaine où Nate avait écrit leurs initiales et un visage souriant, se retrouve comme 9 ans auparavant. Au début, il semble que Nate soit venue s'excuser et lui demander de le reprendre, mais cela s'est avéré être un rêve que Jenny a fait après son évanouissement. Blair et Erin viennent la trouver et les trois filles partent ensemble, promettant que leur amitié restera forte même après le départ de Jenny pour la Californie.

## Distribution
- Gina Rodriguez (VF : Alice Taurand) : Jenny Young
- Brittany Snow (VF : Audrey Sablé) : Blair Helms
- DeWanda Wise (VF : Fily Keita) : Erin Kennedy
- Lakeith Stanfield (VF : Eilias Changuel) : Nate Davis
- Peter Vack (VF : Yoann Sover) : Matt Lasher
- Rebecca Naomi Jones : Leah
- Alex Moffat (VF : Loïc Guingand) : Will
- RuPaul Charles (VF : Rody Benghezala) : Hype
- Rosario Dawson (VF : Annie Milon) : Hannah Davis [3]
- Michelle Buteau : Cynthia
- Jaboukie Young-White (VF : Grégory Laisne) : Mikey
- Ben Sidell (VF : Vincent Bonnasseau) : Gus
- Joe Locicero (VF : Fred Colas) : Paul
- Questlove : Lui-même
- Jessie Reyez : Elle-même

## Version française
- Société de doublage : Cinephase[réf. nécessaire]
- Direction artistique : Grégory Laisné
- Adaptation des dialogues : Sandra Dumontier